# Танагра-широкодзьоб вохристовола
Танагра-широкодзьоб вохристовола (Chlorothraupis stolzmanni) — вид горобцеподібних птахів родини Кардиналові (Cardinalidae).

## Етимологія
Вид названо на честь польського орнітолога Яна Штольцмана.

## Поширення
Вид поширений у Південній Америці. Ареал його проживання простягається на західних схилах Анд від департаменту Чоко в Колумбії на південь до провінції Ель-Оро в Еквадорі. Зазвичай птах трапляється у гірських вологих лісах на висоті від 400 до 1500 м над рівнем моря.

## Опис
Тіло завдовжки до 18 см, вага — до 32 г. Забарвлення спини оливкове, черево — жовте з оливковим відтінком.